# Jørgen Landorph
Jørgen Landorph (21. november 1651 – 8. september 1691) var en dansk generalfiskal, bror til Broder og Knud Landorph og far til Hans Landorph.
Han var søn af stiftsskriver Hans Brodersen Landorph (død 1658) og Mette Willumsdatter Lucassen (død 1667), blev sekretær i Kancellikollegiet 1680 og assessor og generalfiskal 1687.
Kronen afhændede i 1687 kirketiende for Heden Kirke til Jørgen Landorph. Han ejede den først sammen med sin fætter, justitsråd Vilhelm Mule, men blev hurtigt eneejer og solgte samme år tienden til Jens Christensen, der var amtsskriver over Riberhus Amt. 
Han ægtede 1688 Catharine Hermansdatter Meier (12. november 1670 – 1720).